# Vida János
Vida János (Apostag, 1846. április 12. – Apostag, 1911. február 3. vagy 4.) költő.

## Életrajz
Vida János 1846. április 12-én született Apostagon. Szülei pusztai emberek voltak, s mint egyik versében olvashatjuk, meglehetősen szegények. „Szegény ember volt az apám,/Alig hogy volt kenyere.” Nehéz körülményeik folytán mindössze három télen tudták iskolába járatni fiukat. A „három elemi”, a szűkre szabott tanulási lehetőség fölött érzett fájdalom gyakran kicseng a Vida-versekből.
Korán elvesztette szüleit, s az árva fiú hamarosan maga is cselédsorba került. Pásztor, napszámos, részesarató lett, s huszonöt éven át pusztán lakott. Szorgos munkája, törekvő egyénisége, s nem utolsósorban a versírással szerzett tekintélye révén azonban hamarosan kiemelkedett a cselédségből, s egyre feljebb küzdötte magát a falu társadalmában. Először ispán lett a földesúr birtokán, s az egykori cseléd most már cselédek irányítójaként kereste meg kenyerét. Később presbiterré választotta az evangélikus gyülekezet, melynek tagja volt. Végül a község elöljárója lett: rábízták az adóbehajtó kevéssé népszerű, de annál tekintélyesebb munkáját.
Halála 1911. február 3-án vagy 4-én következett be, de semmi esetre sem március 5-én, mint az irodalmi lexikon tudni véli. Bakay Péter korabeli evangélikus lelkész írásából tudjuk a dátumot: szerinte ugyanis február 5-én temették el a költőt. Mint Bakay írja: „Apostag emberektől hullámzó utcáján hosszú, szomorú menet” kísérte koporsóját.

## Vida János költészete
A versírás ötletét saját nyilatkozata szerint a korabeli kalendáriumokból merítette, s ezek kétes értékű rigmusait próbálta utánozni a maga módján. Hogy mióta írt rendszeresen verseket, azt pontosan nem tudjuk: két, ezzel kapcsolatos kijelentése ugyanis ellentmond egymásnak.
Egyfelől kijelenti, hogy felesége iránt érzett „ifjúi szerelme” „Húsz éve múlott már”. Minthogy ez a közlése 1890 előttről való, s minthogy szerelmes versei nyilvánvalóan nem egy nős ember írásai, ezeknek születését – a fentebbi húsz év alapján – 1870 előttre datálhatjuk. Eszerint tehát Vida már 24 éves kora előtt számos verset írt.
Másfelől viszont azt írja, ifjú korában bizony elhanyagolta a költészetet, s csak most, „későn” érik be a termés.

## Első publikációi
Vida, akiről 33 éves kora előtt aligha hallhattak a falu határain túl, s akit Apostagon is jobbára csak magánemberként ismertek, 1879-ben egy csapásra elismert, híres költővé vált. Saját bátorságának köszönhette a sikert, annak, hogy volt benne elég kurázsi fölutazni Budapestre, elmenni az Akadémiára, s átadni verseit a korszak egy vezető irodalmárának, Szana Tamásnak, aki a Petőfi Társaság főtitkára, a Koszorú c. lap szerkesztője volt. Nagyon megtetszettek neki Vida versei, elismerően írt róluk lapjában, s alighanem ő ajánlotta költőnknek a versek publikálását is.
Erre azonban csak jóval később került sor. Első kötete 1890-ben (44 éves korában) jelent meg Budapesten. A karcsú kis kötet, melynek címe, Szana Tamás ötlete alapján, Vadvirágok lett, 130 oldalon 188 verset tartalmaz. Ára 1 forint volt, ajánlása Halmi Nándor apostagi birtokost köszöntötte. Előszót a kötet ismeretlen sajtó alá rendezője, bizonyos DJ. fűzött a versekhez, s ebben a költő nehéz sorsát állítja szembe költészete értékeivel.
Tíz évvel később, 1900-ban jelent meg Vida második kötete, ugyancsak Vadvirágok címmel. Alcíme: A falu költője. Ez a könyv Kunszentmiklóson jelent meg, ára 2 korona volt, s ezúttal Csikay Imre dunavecsei főszolgabírónak ajánlotta a költő. Három „előszó” is olvasható a kötetben. Az elsőt Jansits Endre apostagi főjegyző, a másodikat Szana Tamás, a harmadikét pedig egy bizonyos Gergely Gyula írta, akinek kilétéről bővebb tudomásunk nincs.
A második kötet számos vonásában különbözik az elsőtől. Komolyabbnak, megfontoltabbnak, ugyanakkor beszűkültebbnek tűnnek az immár idősödő költő új versei, s elárulják, hogy szerzőjük immár bekerült a helyi irányító réteg sáncai közé. Formailag is eltérnek itt közölt versei korábbi társaiktól: hosszabbá, terjengősebbé váltak a költemények. Szembeötlő a két kötet közti nyomdatechnikai eltérés is: a második kötetet nagyobb betűkkel, szellősebben nyomtatták. E két utóbbi tény következménye, hogy a nagyobb lapszám ellenére is kevesebb vers található a kötetben: 155 oldalon mindössze 107 mű.
A közölt előfizetői listák Vida sikeréről tanúskodnak: míg az első kötetre mindössze kilencvenen fizettek elő, a másodikra mintegy kétszázan.

## Kapcsolat a kortársakkal
Immár nyomtatásban olvasható versei az ország minden táján elismerést szereztek Vidának. 1896-ban egy budapesti tanár, bizonyos Géresy Imre köszönti időmértékes versben Vidát, 1891-ben pedig a felvidéki város, Besztercebánya lapja is megemlékezik róla, mégpedig igen elismerő hangon. A két kötet megjelenése közti időben (1890 és 1900 között) egy költői versenyen is részt vett Vida, melyben ellenfele egy másik „pór költő”, a biai Karikó János volt. A versengés kapcsán szoros barátság, verses levelezés alakult ki a két költő között, majd Karikó föl is kereste apostagi barátját. Később további parasztköltőkkel vette fel a kapcsolatot a két jó barát: mint Vida egyik versében írja: „Hallom, mostmár négyen vagyunk, / Polgárok, kik írogatunk, / Karikó, Miklós és Gyula, / Negyedik meg én: a Vida.”

## Vida János magánélete
Vidáról mint magánemberről meglehetősen keveset tudunk. Szerelmes verseiben sohasem nevezi meg kedveseit, s amit mégis elárul róluk, arról sem tudhatjuk, vajon realitást vagy fikciót takarnak. A feltételezés szintjén négy lányra gondolhatunk, mint versei ihletőire. Egyikük Apostagon lakott, a falu közepén; sokáig biztatta Vidát, majd végül megcsalta, s másnak adta a kezét. Másikuk hűséges volt hozzá, ő viszont fiatalon meghalt, s így megint csak nem tette boldoggá a költőt. A harmadik nőalak akinek képe többé-kevésbé kibontakozik versei homályából, alighanem későbbi feleségével azonos. Végül a negyedik lány valőszínűleg fiktív személy, akit a költő képzelete – talán a népdalok fordulatától ihletve – a Balaton partjára helyez.
Családi élete versei alapján harmonikusnak tűnik. Igaz ugyan, hogy felesége sértődékeny, s ok nélkül duzzogni kezd, ugyanakkor viszont erénye, hogy a legkisebb kétség sem fér hűségéhez. Nagy megelégedéssel nyugtázza a költő: ha mindenki elárulja is, felesége mindig mellette fog maradni. Gyermekei közül egy fiáról biztosan tudunk: mint apja megörökíti egy versében, három évig huszárként szolgált Bécsben. Unokáiról is szó esik a második kötetben: már-már magasabbak nagyapjuknál – állapítja meg a költő.
Hogy szerették-e a faluban, nemigen tudjuk. Fiatal korában nyilván sokan irigykedtek a nyakas, s nem kevés lány kegyeit élvező Vidára, s később sem tette őt szimpatikussá állása. Temetésének leírása mégis arra vall, hogy öregkorára szert tett bizonyos megbecsülésre. Ő maga nagyon szerette faluját, s büszke volt eredményeire.